# Associazione Sportiva Biellese 1938-1939
Questa voce raccoglie le informazioni riguardanti l'Associazione Sportiva Biellese nelle competizioni ufficiali della stagione 1938-1939.

## Rosa
| N. |                   | Ruolo | Calciatore         |
| -- | ----------------- | ----- | ------------------ |
|    | Italia (bandiera) | C     | Dante Amarilli     |
|    | Italia (bandiera) |       | Antonio Berardo    |
|    | Italia (bandiera) | D     | Angelo Bredo       |
|    | Italia (bandiera) |       | Luciano Camanini   |
|    | Italia (bandiera) | C     | Tommaso Caudera    |
|    | Italia (bandiera) | A     | Luigi Casalino     |
|    | Italia (bandiera) |       | Guido Ciocchetti   |
|    | Italia (bandiera) | A     | Luciano Degara     |
|    | Italia (bandiera) | C     | Teresio Dutto      |
|    | Italia (bandiera) | C     | Mario Gardini      |
|    | Italia (bandiera) | D     | Antonio Macario    |
|    | Italia (bandiera) | C     | Ermando Malinverni |

| N. |                   | Ruolo | Calciatore          |
| -- | ----------------- | ----- | ------------------- |
|    | Italia (bandiera) | C     | Renzo Mosca         |
|    | Italia (bandiera) | D     | Alfredo Orso        |
|    | Italia (bandiera) | A     | Mario Pagliano      |
|    | Italia (bandiera) | P     | Piero Paroglio      |
|    | Italia (bandiera) | C     | Fernando Piazza     |
|    | Italia (bandiera) | C     | Mario Polak         |
|    | Italia (bandiera) | D     | Duilio Santagostino |
|    | Italia (bandiera) | D     | Gino Savoia         |
|    | Italia (bandiera) |       | Vittor Scarmuzzi    |
|    | Italia (bandiera) | P     | Fulvio Sirio        |
|    | Italia (bandiera) | A     | Gianni Stratta      |
|    | Italia (bandiera) | P     | Stevan Tommei       |

## Risultati

### Serie C

#### Girone C

##### Girone di andata
| Biella 18 settembre 1938 1ª giornata | Biellese | 0 – 0 referto | Brescia | Stadio Lamarmora |

| Crema 25 settembre 1938 2ª giornata | Crema | 3 – 2 referto | Biellese |  |

| Biella 2 ottobre 1938 3ª giornata | Biellese | 4 – 0 referto | Cusiana | Stadio Lamarmora |

| Torino 9 ottobre 1938 4ª giornata | FIAT | 2 – 0 referto | Biellese |  |

| Biella 16 ottobre 1938 5ª giornata | Biellese | 4 – 1 referto | Como | Stadio Lamarmora |

| Legnano 30 ottobre 1938 6ª giornata | Legnano | 1 – 0 referto | Biellese |  |

| Biella 6 novembre 1938 7ª giornata | Biellese | 1 – 1 referto | Gallaratese | Stadio Lamarmora |

| Varese 13 novembre 1938 8ª giornata | Varese | 1 – 2 referto | Biellese |  |

| Milano 27 novembre 1938 9ª giornata | Alfa Romeo | 3 – 2 referto | Biellese |  |

| Biella 11 dicembre 1938 10ª giornata | Biellese | 4 – 1 referto | Juventus Domo | Stadio Lamarmora |

| Seregno 18 dicembre 1938 11ª giornata | Seregno | 0 – 1 referto | Biellese |  |

| Biella 1 gennaio 1939 12ª giornata | Biellese | 1 – 3 referto | Pro Patria | Stadio Lamarmora |

| Sesto Calende 8 gennaio 1939 13ª giornata | SIAI Marchetti | 0 – 2 referto | Biellese |  |

##### Girone di ritorno
| Brescia 15 gennaio 1939 14ª giornata | Brescia | 4 – 1 referto | Biellese |  |

| Biella 22 gennaio 1939 15ª giornata | Biellese | 1 – 1 referto | Crema | Stadio Lamarmora |

| Omegna 29 gennaio 1939 16ª giornata | Omegna | 1 – 2 referto | Biellese |  |

| Biella 5 febbraio 1939 17ª giornata | Biellese | 2 – 0 referto | FIAT | Stadio Lamarmora |

| Como 12 febbraio 1939 18ª giornata | Como | 2 – 1 referto | Biellese |  |

| Biella 19 febbraio 1939 19ª giornata | Biellese | 2 – 0 referto | Legnano | Stadio Lamarmora |

| Gallarate 26 febbraio 1939 20ª giornata | Gallaratese | 0 – 5 referto | Biellese |  |

| Biella 5 marzo 1939 21ª giornata | Biellese | 1 – 1 referto | Varese | Stadio Lamarmora |

| Biella 12 marzo 1939 22ª giornata | Biellese | 3 – 2 referto | Alfa Romeo | Stadio Lamarmora |

| Domodossola 19 marzo 1939 23ª giornata | Juventus Domo | 2 – 2 referto | Biellese |  |

| Biella 2 aprile 1939 24ª giornata | Biellese | 2 – 2 referto | Seregno | Stadio Lamarmora |

| Busto Arsizio 9 aprile 1939 25ª giornata | Pro Patria | 1 – 4 referto | Biellese |  |

| Biella 16 aprile 1939 26ª giornata | Biellese | 2 – 1 referto | SIAI Marchetti | Stadio Lamarmora |

### Coppa Italia
| Biella 11 settembre 1938 Primo turno | Biellese | 8 – 2 referto | Legnano | Stadio Lamarmora |

| Varese 23 ottobre 1938 Secondo turno | Varese | 0 – 2 referto | Biellese |  |

| Biella 20 novembre 1938 Terzo turno | Biellese | 2 – 1 referto | Casale | Stadio Lamarmora |

| Biella 25 dicembre 1938 Sedicesimi di finale | Biellese | 2 – 1 referto | Lucchese | Stadio Lamarmora |

| Monza 6 aprile 1939 Ottavi di finale | Monza | 2 – 1 referto | Biellese |  |